# بيتر أيزو
بيتر أيزو (بالإنجليزية: Peter Ayesu)‏ (مواليد 1 يونيو 1962) هو ملاكم مالاوي، مثّل بلاده في الألعاب الأولمبية الصيفية في دورتي 1984 و1988.

## روابط خارجية
بيتر أيزو على موقع أوليمبيديا (الإنجليزية)